# Grå kamskivling
Grå kamskivling (Amanita vaginata),  även kallad grå ringlös flugsvamp eller strimmig flugsvamp, är en svamp i släktet flugsvampar. Den tillhör undergruppen kamskivlingar. 
Hatten blir 5–12 centimeter bred och foten 10–20 centimeter hög. Fotbasen har en flikig sida som är svår att få med när man plockar svampen. Kamskivlingar skiljer sig från flugsvampar genom att de saknar ring runt stjälken. Den växer vanligen i skogsbryn och parker. 
Trots sitt släktskap med övriga flugsvampar anses den ibland som en god matsvamp. Den får inte ätas rå då den är svagt giftig. 